# ضربان قلب (ترانه بی‌تی‌اس)
«ضربان قلب» (انگلیسی: Heartbeat) ترانه‌ای از گروه پسرانهٔ کره‌ای بی‌تی‌اس است و در ۲۸ ژوئن ۲۰۱۹ به عنوان چهارمین تک‌آهنگ اصلی همراه با آلبوم دنیای بی‌تی‌اس: موسیقی متن اصلی منتشر شد. یک موزیک ویدئو در کنار این ترانه منتشر شد.

## جدول‌های موسیقی
| جدول (۲۰۱۹)                                        | بهترین موقعیت |
| -------------------------------------------------- | ------------- |
| آهنگ‌های دیجیتال استرالیا (ای‌آرآی‌ای)                | ۳۲            |
| کانادا (۱۰۰ تک‌آهنگ داغ کانادا)                     | ۸۲            |
| مجارستان (۴۰ تک‌آهنگ برتر)                          | ۴             |
| لیتوانی (ای‌جی‌ای‌تی‌ای)                               | ۸۹            |
| مالزی (آرآی‌ام)                                     | ۶             |
| تک‌آهنگ‌های داغ نیوزیلند (آرام‌ان‌زد)                  | ۱۹            |
| اسکاتلند (اوسی‌سی)                                  | ۳۶            |
| سنگاپور (آرآی‌ای‌اس)                                 | ۸             |
| کره جنوبی (گائون)                                  | ۶۲            |
| دانلود تک‌آهنگ‌های بریتانیا (اوسی‌سی)                 | ۳۱            |
| مستقل بریتانیا (اوسی‌سی)                            | ۳۹            |
| ایالات متحده فوران‌کننده زیر ۱۰۰ آهنگ داغ (بیلبورد) | ۷             |